# Eleutherodactylus feichtingeri
Espèce
Eleutherodactylus feichtingeri est une espèce d'amphibiens de la famille des Eleutherodactylidae.

## Répartition
Cette espèce est endémique de Cuba. Elle se rencontre dans le centre et l'Est de l'île du niveau de la mer à 900 m d'altitude.

## Description

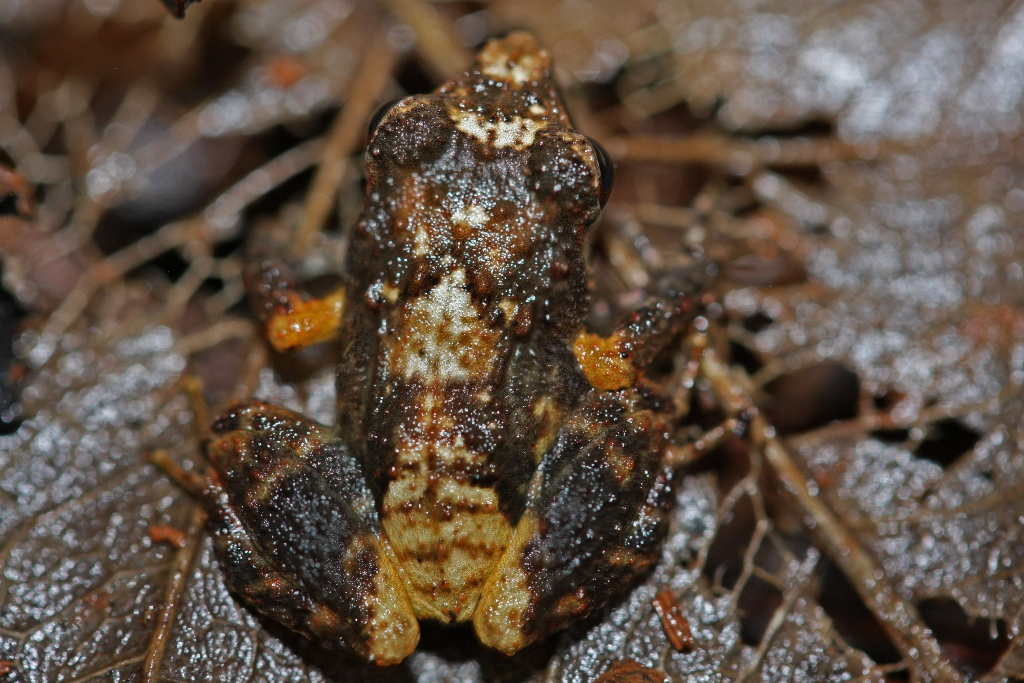
Eleutherodactylus feichtingeri

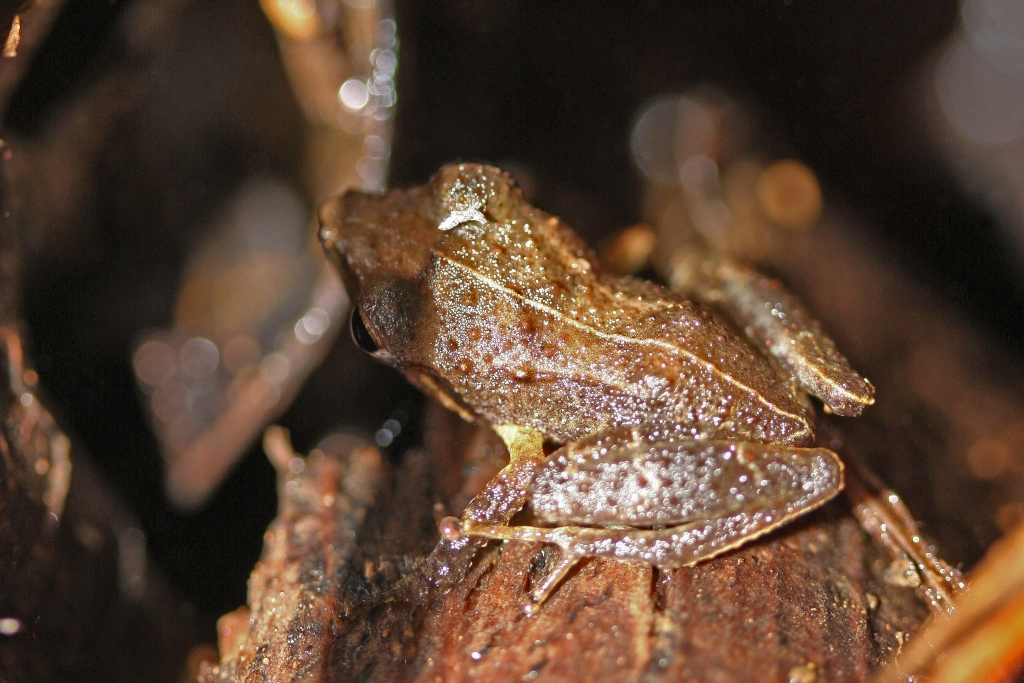
Eleutherodactylus feichtingeri

Les mâles mesurent jusqu'à 17,4 mm et les femelles jusqu'à 18,5 mm.

## Étymologie
Cette espèce est nommée en l'honneur de Wolfgang Feichtinger.

## Publication originale
- Díaz, Hedges & Schmid, 2012 : A new cryptic species of the genus Eleutherodactylus (Amphibia: Anura: Eleutherodactylidae) from Cuba. Zootaxa, no 3220, p. 44–60.